# Meiringen
Meiringen est une commune suisse du canton de Berne, située dans l'arrondissement administratif d'Interlaken-Oberhasli. Elle est connue comme lieu de villégiature.

## Géographie

### Communes limitrophes
Brienz, Brienzwiler, Grindelwald, Hasliberg, Innertkirchen, Lungern, Schattenhalb

### Relief et hydrographie
La commune s'étend dans trois vallées. Meiringen est situé au débouché des gorges de l'Aar sur la rive droite de la vallée de l'Aar. En amont de Meiringen, le cours de l'Aar est barré par le verrou de Kirchet, rempart de calcaire crétacé de plus de 100 m de hauteur et long de 2 km. Meiringen a été établi sur le cône de déjection de la rivière Alpbach, affluent de l'Aar au pied du versant septentrional.
La partie nord de la commune correspond à la vallée de l'Aar (affluent du Rhin), auge glaciaire qui s'élargit au sortir du massif cristallin de l'Aar dans le bassin d'Innertkirchen. La partie centrale correspond à la vallée du Wandelbach, autre affluent de l'Aar. La partie sud correspond au bassin du ruisseau Pfennibach, affluent du Reichenbach (ou Rychenbach) qui se jette dans l'Aar un peu en aval de Meiringen-village après avoir traversé la commune de Schattenhalb. 
La limite communale passe au sud par plusieurs sommets notables : le Wildgärst (2 891 m), le Wellhorn (3 191 m), le Klein Wellhorn (2 700 m) et le Tschingel (2 326 m).

### Transports
La commune se trouve sur la ligne ferroviaire du Zentralbahn Interlaken–Col du Brünig–Lucerne et au départ de la ligne de chemin de fer vers Innertkirchen.
Un téléphérique relie le village de Meiringen à la station de ski du Hasliberg.
La commune est au  départ des routes vers le col du Brünig en direction de Sarnen et Stans, le col du Grimsel en direction de Gletsch et le col du Susten en direction de Göschenen.

## Histoire

Photo aérienne (1956)

Le nom de la localité est mentionné pour la première fois en 1234 sous la forme Magiringin, mais l'occupation remonte sans doute au haut Moyen Âge, avec une première église du IXe ou Xe siècle. Une église Saint-Michel est mentionnée en 1234, mais l'église actuelle date du XVe siècle. Un château fort est construit au XIIIe siècle, le château de Restiturm.
Meiringen a depuis le XIIIe siècle été la principale localité de la vallée : centre du bailliage impérial de Hasli au XIIIe siècle ; du district d'Oberhasli sous la juridiction de Berne, puis dans le canton d'Oberland de la République helvétique (1798-1803), puis dans le canton de Berne rétabli en 1803.

## Tourisme

### Patrimoine naturel
Meiringen est connue pour les gorges de l'Aar qui a scié son cours entre deux murailles verticales de 100 m de haut. Un chemin touristique au départ de Meiringen permet de visiter ces profondes gorges d'une longueur de 2 km. Deux autres gorges antérieures à celles de l'Aar et à présent remplies d'alluvions scient le verrou du Kirchet.
Les chutes du Reichenbach constituent également une site naturel de toute beauté.

### Musée Sherlock Holmes

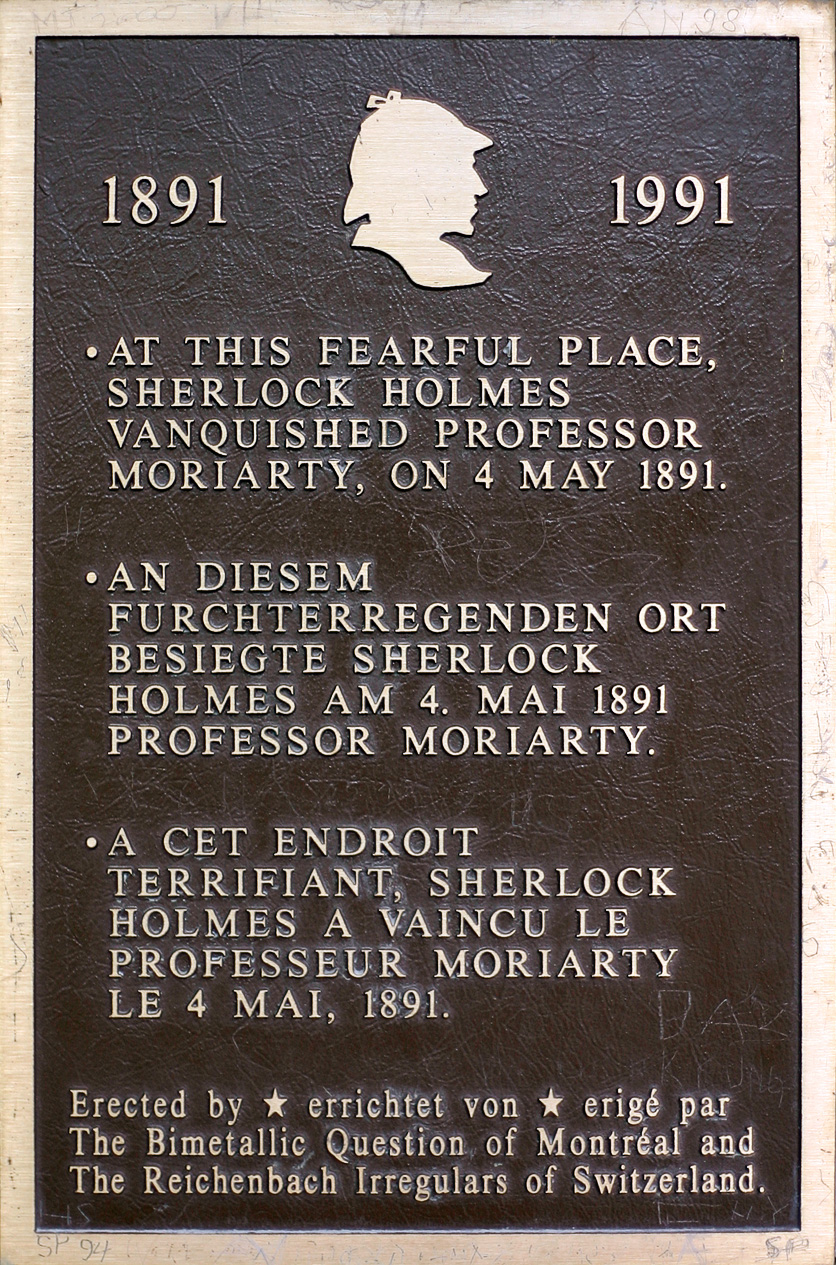
Plaque de Sherlock Holmes.

Outre les ruines du château de Restiturm, on trouve à Meiringen un musée consacré à Sherlock Holmes. En effet, c'est dans les chutes que ce dernier disparaît après s'être battu avec le professeur Moriarty, sous les yeux de l'homme de main de ce dernier, le colonel Sebastian Moran. Cependant, à la suite des récriminations des lecteurs, le héros sera ressuscité par Arthur Conan Doyle en 1894. Une plaque apposée près des chutes du Reichenbach rappelle cette histoire romanesque.

### L'église Saint-Michel

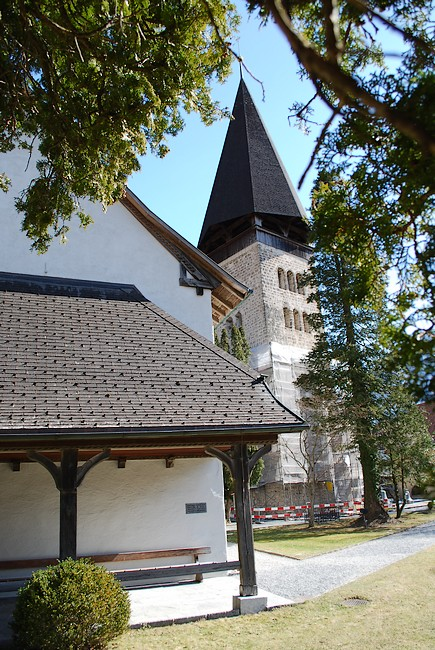
Église de Meiringen.
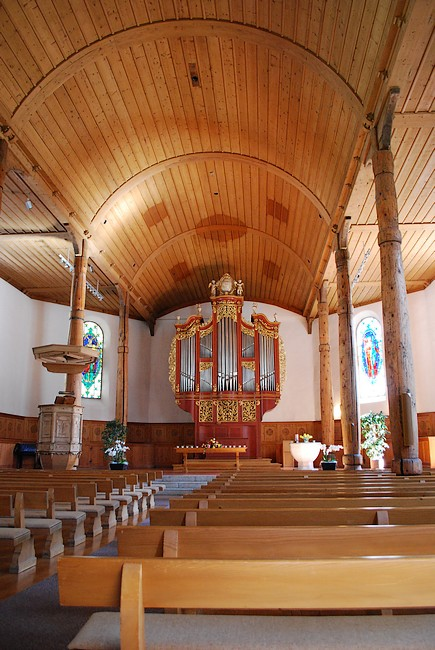
Église de Meiringen, vue intérieure.
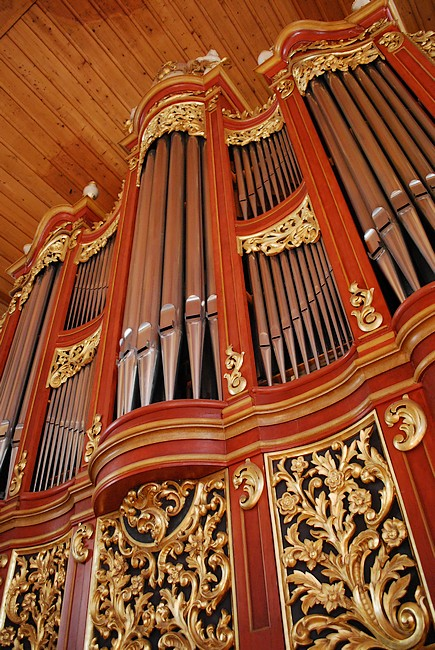
Église de Meiringen, orgue.

L'emplacement du sanctuaire primitif a été occupé, apparemment, depuis le IXe siècle déjà. Mais les premiers actes écrits fiables relatifs à un sanctuaire remontent à la consécration de l'église, le 18 août 1234. L'édifice fut agrandi au XIIIe siècle et devait être de style roman tardif. Depuis les années 1272 jusqu'au moment de la Réforme (1528), l'église de Meiringen, et sa petite congrégation de lazaristes, vécut sous la coupe du couvent d'Interlaken. Différentes crues de l'Aar détruisirent le premier sanctuaire au XIVe siècle. et au XVe siècle. On décida ensuite de reconstruire l'église nettement un peu plus à l'écart du cours du fleuve et un peu plus haut. C'est la situation actuelle du sanctuaire dont les bases du chœur ont été bien identifiées (XVe siècle). Les fouilles entreprises lors des restaurations de cette église ont montré qu'au moins trois édifices s'étaient succédé au même endroit : une première chapelle avec une abside simple aux Xe et XIe siècles, une église provenant de l'agrandissement de la chapelle, ceci au XIIe siècle, puis un nouvel agrandissement au XIIIe siècle. L'édifice actuel a été bâti par l'architecte bernois Abraham Dünz l'Aîné en 1683-1684 : c'est une église-halle avec un chevet à trois pans. Une double rangée de piliers en bois (12 piliers en tout) subdivisent l'espace des 3 parties. Les fenêtres hautes, baroques, des collatéraux dispensent une lumière généreuse dans l'édifice. Les collatéraux sont plafonnés de bois à l'horizontale, alors que la nef est voûtée, également de bois. À l'origine, toutes ces structures en bois étaient peintes et polychromes (piliers en faux marbre noir, voûte peinte en bleu avec un semis d'étoiles). Toute cette polychromie fut éliminée lors des restaurations. La chaire est de style Renaissance tardif. Les fonts baptismaux datent du milieu du XIVe siècle. Les orgues : à la fin du XVIIIe siècle, l'orgue est réintroduit dans les édifices réformés bernois. Le premier orgue de l'église St-Michel de Meiringen remonte à 1789 (facteur d'orgues bernois Johann Suter). L'orgue fut rénové en 1889, puis en 1943 et enfin reconstruit, en 1973, dans le buffet original par le facteur d'orgues autrichien Rieger (instrument de 36 jeux).

## Le dessertmeringue
Le confiseur italien Gasparini créa au XVIIe siècle un dessert fait de sucre et de blanc d'œuf qu'il nomma « Meringue ». Une tradition locale, jamais reprise officiellement, attribue ce nom à une déformation du nom historique de Meiringen Magiringin, datant de 1274.

## Notes et références

Meirigen vers 1890